# Luisa Stefaniová
Luisa Veras Stefaniová (* 9. srpna 1997 São Paulo) je brazilská profesionální tenistka, deblová specialistka. Na grandslamu zvítězila ve smíšené soutěži Australian Open 2023 s krajanem Rafaelem Matosem. Ve své dosavadní kariéře na okruhu WTA Tour vyhrála jedenáct deblových turnajů včetně Canadian Open 2021, Guadalajara Open 2022 a Qatar Open 2024 z kategorie WTA 1000. K nim přidala tři trofeje ze čtyřhry série WTA 125. V rámci okruhu ITF získala patnáct titulů ve čtyřhře.
Na žebříčku WTA byla ve dvouhře nejvýše klasifikována v květnu 2019 na 431. místě a ve čtyřhře pak v listopadu 2021 na 9. místě. Na juniorském kombinovaném žebříčku ITF figurovala nejvýše v březnu 2015 na 10. místě. Trénuje ji Sandžaj Singh.
V brazilském týmu Billie Jean King Cupu debutovala v roce 2017 základním blokem I. skupiny americké zóny proti Kolumbii, v němž vyhrála s Carolinou Meligeni Alvesovou čtyřhru. Kolumbijky přesto zvítězily 2:1 na zápasy. Do září 2024 v soutěži nastoupila k dvanácti mezistátním utkáním s bilancí 1–0 ve dvouhře a 9–2 ve čtyřhře.
Brazílii reprezentovala na Letních olympijských hrách 2020 v Tokiu, které byly o rok odloženy pro koronavirovou pandemii. Do ženské čtyřhry nastoupila s Laurou Pigossiovou. Na pokraji vyřazení se ocitly už ve druhém kole, kde musely odvracet čtyři mečboly proti Češkám Karolíně Plíškové a Markétě Vondroušové. Po semifinálové prohře se Švýcarkami Belindou Bencicovou a Viktorijí Golubicovou se utkaly o bronz s Ruskami Jelenou Vesninovou a Veronikou Kuděrmetovovou, které přehrály poměrem [11–9] v rozhodujícím supertiebreaku poté, co odvrátily od stavu [5–9] čtyři mečboly v řadě. Bronzovou medaili získala také na Panamerických hrách 2019 v Limě, kde do ženské čtyřhry nastoupila Carolinou Meligeni Alvesou.

## Soukromý život
Narodila se roku 1997 v brazilském Sãu Paulu do rodiny podnikových manažerů Marcela a Alessandry Stefaniových. Rodina se přestěhovala do floridského Wesley Chapelu, kde vyrostla. Tenis začala hrát v deseti letech v místní Saddlebrookově akademii. Na Pepperdine University v Malibu studovala reklamu a čtyři sezóny hrála univerzitní tenis. Na americkém univerzitním žebříčku (ICA) vystoupala na 2. místo singlové klasifikace. Bratr Arthur Stefani, jenž reprezentoval Florida Atlantic University, se stal tenisovým trenérem.

## Tenisová kariéra

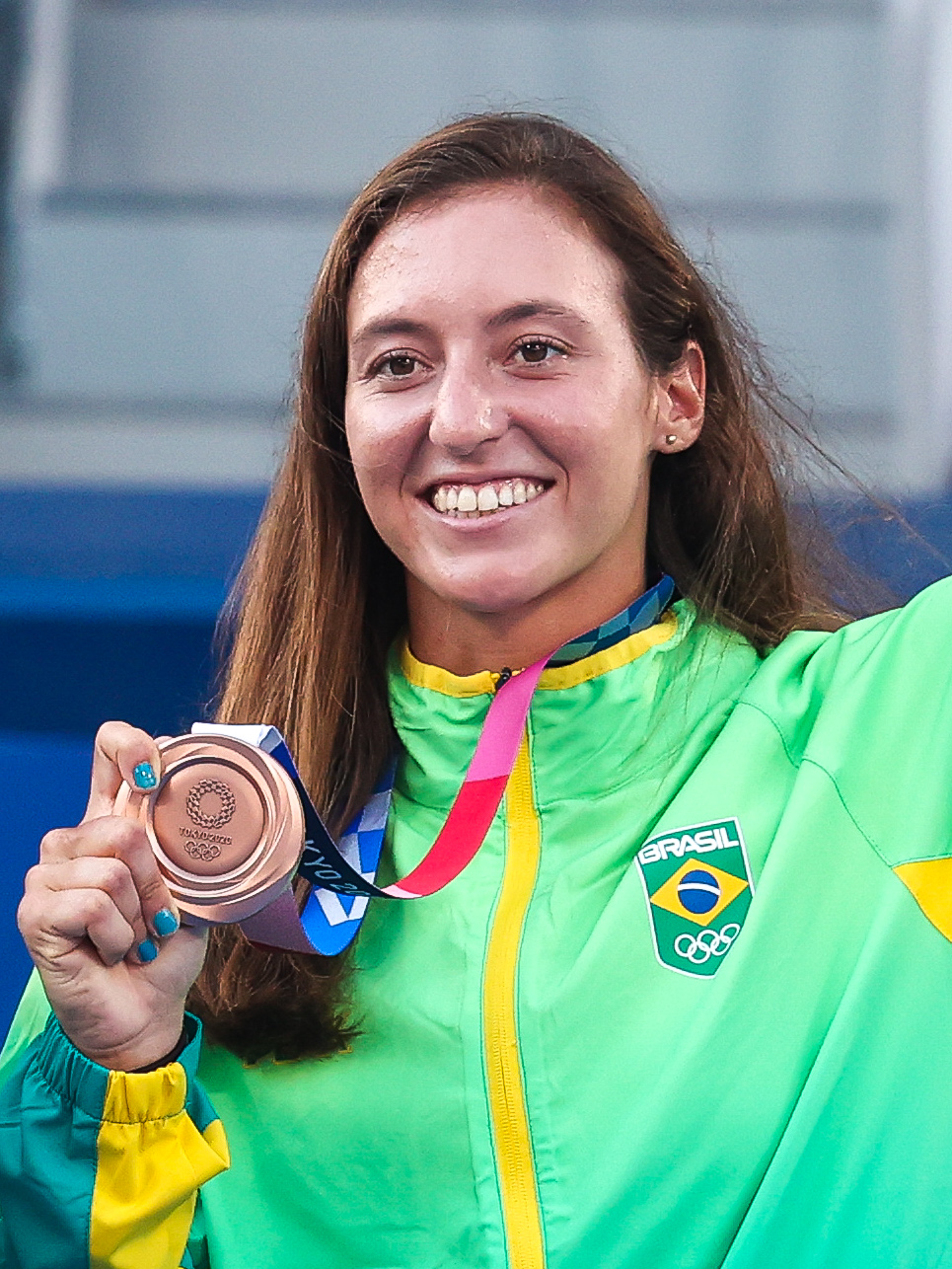
S bronzovou medailí ze čtyřhry LOH 2020

V rámci hlavních soutěží událostí okruhu ITF debutovala v dubnu 2013, když na turnaj v rodném São Paulu s dotací 10 tisíc dolarů obdržela divokou kartu. Po výhře nad Argentinkou Nadiou Podoroskou postoupila do semifinále, v němž podlehla krajance Roxaně Weisembergové z páté světové stovky žebříčku. Premiérový titul v této úrovni tenisu vybojovala během září 2016 v Atlantě, na turnaji s rozpočtem 50 tisíc dolarů. Ve finále čtyřhry s Američankou Ingrid Neelovou zdolaly Alexandru Stevensonovou a Taylor Townsendovou.
V kvalifikaci okruhu WTA Tour debutovala na Rio Open 2014 v Rio de Janeiru po zisku divoké karty. V jejím prvním kole nestačila na devadesátou hráčku klasifikace, Izraelku Julii Gluškovou. Na divokou kartu pak odehrála i první zápas v hlavní soutěži WTA, do níž zasáhla na Brasil Tennis Cupu 2015. Vyřadila ji však Rumunka z konce druhé světové stovky Ana Bogdanová.
Do premiérového finále na túře WTA postoupila ve čtyřhře Korea Open 2019. Po boku stabilní americké spoluhráčky Hayley Carterové prohrály závěrečný duel se španělsko-německou dvojici Lara Arruabarrenová a Tatjana Mariová. Až o týden později, na zářijovém Tashkent Open 2019, vybojovala s Carterovou premiérový titul. Ve finále zdolaly slovinsko-americké turnajové trojky Dalilu Jakupovićovou se Sabrinou Santamariovou. Druhý triumf přidaly po koronavirovém přerušení sezóny na lexingtonském Top Seed Open 2020, kde triumfovaly v klíčovém utkání proti česko-švýcarské dvojici Marie Bouzková a Jil Teichmannová. Bodový zisk ji poprvé posunul do elitní čtyřicítky deblového žebříčku.
Debut v hlavní soutěži nejvyšší grandslamové kategorie přišel v ženském deblu French Open 2019, když do soutěže s Australankou Astrou Sharmaovou zasáhly v roli náhradnic. V úvodním kole však nenašly recept na Móniku Puigovou se Shelby Rogersovou. Do čtvrtfinále čtyřhry US Open 2020 postoupila s Carterovou. Stala se tak první Brazilkou v této fázi grandslamového debla od roku 1984, kdy Patricia Medradová s Claudií Monteirovou odehrály čtvrtfinálové utkání ve Wimbledonu. V semifinále navazujícího Internazionali BNL d'Italia 2020 je zastavil první světový pár Barbora Strýcová se Sie Šu-wej.
S Dabrowskou postoupila do semifinále čtyřhry US Open 2021. V tiebreaku úvodní sady si přetrhla přední zkřížený vaz v pravém kolenu. Po operaci zahájila dlouhodobou rekonvalescenci. Po roční absenci se na okruh vrátila zářijovou čtyřhrou na Chennai Open 2022, kterou s Dabrowskou ovládly. Ve finále ztratily jen tři gamy s rusko-gruzínskou dvojicí Anna Blinkovová a Natela Dzalamidzeová. Druhou deblovou trofej v kategorii WTA 1000 pak vybojovala s Australankou Storm Sandersovou na říjnovém Guadalajara Open Akron 2022, kde je v závěrečném utkání nezastavily Anna Danilinová s Beatriz Haddad Maiovou.

## Finále na Grand Slamu

### Smíšená čtyřhra: 2 (1–1)
| Stav       | rok  | turnaj          | povrch | spoluhráč     | soupeři ve finále              | výsledek           |
| ---------- | ---- | --------------- | ------ | ------------- | ------------------------------ | ------------------ |
| Vítězka    | 2023 | Australian Open | tvrdý  | Rafael Matos  | Sania Mirzaová Rohan Bopanna   | 7–6(7–2), 6–2      |
| Finalistka | 2025 | Wimbledon       | tráva  | Joe Salisbury | Sem Verbeek Kateřina Siniaková | 6–7(3–7), 6–7(3–7) |

## Utkání o olympijské medaile

### Ženská čtyřhra: 1 (1 bronzová medaile)
| Stav  | rok  | místo konání    | povrch | spoluhráčka      | soupeřky                                | výsledek         |
| ----- | ---- | --------------- | ------ | ---------------- | --------------------------------------- | ---------------- |
| Bronz | 2020 | Tokio, Japonsko | tvrdý  | Laura Pigossiová | Veronika Kuděrmetovová Jelena Vesninová | 4–6, 6–4, [11–9] |

## Finále na okruhu WTA Tour

### Čtyřhra: 19 (11–8)
| Legenda                                          |
| ------------------------------------------------ |
| Grand Slam (0)                                   |
| Turnaj mistryň (0)                               |
| Premier Mandatory & Premier 5 / WTA 1000 (3–2 Č) |
| Premier / WTA 500 (5–4 Č)                        |
| International / WTA 250 (3–2 Č)                  |

| Stav       | č.  | datum           | turnaj                            | kategorie     | povrch    | spoluhráčka        | soupeřky ve finále                           | výsledek                   |
| ---------- | --- | --------------- | --------------------------------- | ------------- | --------- | ------------------ | -------------------------------------------- | -------------------------- |
| Finalistka | 1.  | 22. září 2019   | Soul, Jižní Korea                 | International | tvrdý     | Hayley Carterová   | Lara Arruabarrenová Tatjana Mariová          | 6–7(7–9), 6–3, [7–10]      |
| Vítězka    | 1.  | 28. září 2019   | Taškent, Uzbekistán               | International | tvrdý     | Hayley Carterová   | Dalila Jakupovićová Sabrina Santamariová     | 6–3, 7–6(7–4)              |
| Vítězka    | 2.  | 16. srpna 2020  | Lexington, Spojené státy          | International | tvrdý     | Hayley Carterová   | Marie Bouzková Jil Teichmannová              | 6–1, 7–5                   |
| Finalistka | 2.  | 26. září 2020   | Štrasburk, Francie                | International | antuka    | Hayley Carterová   | Nicole Melicharová Demi Schuursová           | 4–6, 3–6                   |
| Finalistka | 3.  | 25. října 2020  | Ostrava, Česko                    | Premier       | tvrdý (h) | Gabriela Dabrowská | Elise Mertensová Aryna Sabalenková           | 1–6, 3–6                   |
| Finalistka | 4.  | 13. ledna 2021  | Abú Zabí, Spojené arabské emiráty | WTA 500       | tvrdý     | Hayley Carterová   | Šúko Aojamová Ena Šibaharaová                | 6–7(5–7), 4–6              |
| Finalistka | 5.  | 27. února 2021  | Adelaide, Austrálie               | WTA 500       | tvrdý     | Hayley Carterová   | Alexa Guarachiová Desirae Krawczyková        | 7–6(7–4), 4–6, [3–10]      |
| Finalistka | 6.  | 4. dubna 2021   | Miami, Spojené státy              | WTA 1000      | tvrdý     | Hayley Carterová   | Šúko Aojamová Ena Šibaharaová                | 2–6, 5–7                   |
| Finalistka | 7.  | 8. srpna 2021   | San José, Spojené státy           | WTA 500       | tvrdý     | Gabriela Dabrowská | Darija Juraková Andreja Klepačová            | 1–6, 5–7                   |
| Vítězka    | 3.  | 15. srpna 2021  | Montréal, Kanada                  | WTA 1000      | tvrdý     | Gabriela Dabrowská | Darija Juraková Andreja Klepačová            | 6–3, 6–4                   |
| Finalistka | 8.  | 21. srpna 2021  | Cincinnati, Spojené státy         | WTA 1000      | tvrdý     | Gabriela Dabrowská | Samantha Stosurová Čang Šuaj                 | 5–7, 3–6                   |
| Vítězka    | 4.  | 18. září 2022   | Čennaí, Indie                     | WTA 250       | tvrdý     | Gabriela Dabrowská | Anna Blinkovová Natela Dzalamidzeová         | 6–1, 6–2                   |
| Vítězka    | 5.  | 23. října 2022  | Guadalajara, Mexiko               | WTA 1000      | tvrdý     | Storm Sandersová   | Anna Danilinová Beatriz Haddad Maiová        | 7–6(7–4), 6–7(2–7), [10–8] |
| Vítězka    | 6.  | 13. ledna 2023  | Adelaide, Austrálie               | WTA 500       | tvrdý     | Taylor Townsendová | Anastasija Pavljučenkovová Jelena Rybakinová | 7–5, 7–6(7–3)              |
| Vítězka    | 7.  | 12. února 2023  | Abú Zabí, Spojené arabské emiráty | WTA 500       | tvrdý     | Čang Šuaj          | Šúko Aojamová Čan Chao-čching                | 3–6, 6–2, [10–8]           |
| Vítězka    | 8.  | 25. června 2023 | Berlín, Německo                   | WTA 500       | tráva     | Caroline Garciaová | Kateřina Siniaková Markéta Vondroušová       | 4–6, 7–6(10–8), [10–4]     |
| Vítězka    | 9.  | 18. února 2024  | Dauhá, Katar                      | WTA 1000      | tvrdý     | Demi Schuursová    | Caroline Dolehideová Desirae Krawczyková     | 6–4, 6–2                   |
| Vítězka    | 10. | únor 2025       | Linec, Rakousko                   | WTA 500       | tvrdý     | Tímea Babosová     | Ljudmyla Kičenoková Nadija Kičenoková        | 3–6, 7–5, [10–4]           |
| Vítězka    | 11. | květen 2025     | Štrasburk, Francie                | WTA 500       | antuka    | Tímea Babosová     | Nicole Melichar-Martinezová Kuo Chan-jü      | 6–3, 6–7(4–7), [10–7]      |

## Finále série WTA 125

### Čtyřhra: 3 (3–1)
| Legenda       |
| ------------- |
| WTA 125 (3–1) |

| Stav       | č. | datum         | turnaj                       | povrch | spoluhráčka               | soupeřky ve finále                        | výsledek              |
| ---------- | -- | ------------- | ---------------------------- | ------ | ------------------------- | ----------------------------------------- | --------------------- |
| Vítězka    | 1. | listopad 2019 | Houston, Spojené státy       | tvrdý  | Ellen Perezová            | Sharon Fichmanová Ena Šibaharaová         | 1–6, 6–4, [10–5]      |
| Vítězka    | 2. | 1. února 2020 | Newport Beach, Spojené státy | tvrdý  | Hayley Carterová          | Marie Benoîtová Jessika Ponchetová        | 6–1, 6–3              |
| Finalistka | 1. | květen 2021   | Saint-Malo, Francie          | antuka | Hayley Carterová          | Kaitlyn Christianová Sabrina Santamariová | 6–7(4–7), 6–4, [5–10] |
| Vítězka    | 3. | listopad 2022 | Montevideo, Uruguay          | antuka | Ingrid Gamarra Martinsová | Quinn Gleasonová Elixane Lechemiová       | 7–5, 6–7(6–8), [10–6] |

## Tituly na okruhu ITF
| Dotace turnajů okruhu ITF | Dotace turnajů okruhu ITF |
| ------------------------- | ------------------------- |
| 100 000 $ tournaments     | 80 000 $ tournaments      |
| 75 000 $ tournaments      | 60 000 $ tournaments      |
| 50 000 $ tournaments      | 25 000 $ tournaments      |
| 15 000 $ tournaments      | 10 000 $ tournaments      |

### Čtyřhra: (15 titulů)
| Č.  | datum         | turnaj                     | povrch | spoluhráčka                 | soupeřky ve finále                                     | výsledek               |
| --- | ------------- | -------------------------- | ------ | --------------------------- | ------------------------------------------------------ | ---------------------- |
| 1.  | září 2016     | Atlanta, Spojené státy     | tvrdý  | Ingrid Neelová              | Alexandra Stevensonová Taylor Townsendová              | 4–6, 6–4, [10–5]       |
| 2.  | červen 2017   | Baton Rouge, Spojené státy | tvrdý  | Ellen Perezová              | Francesca Di Lorenzová Julia Elbabová                  | 6–3, 6–4               |
| 3.  | červenec 2017 | Knokke, Belgie             | antuka | Quinn Gleasonová            | Leonie Küngová Axana Mareenová                         | 6–4, 7–5               |
| 4.  | červenec 2017 | Brusel, Belgie             | antuka | Quinn Gleasonová            | Deborah Kerfsová Priscilla Heiseová                    | 6–3, 6–2               |
| 5.  | srpen 2017    | El Espinar, Španělsko      | tvrdý  | Quinn Gleasonová            | Ayla Aksuová Bibiane Schoofsová                        | 6–3, 6–2               |
| 6.  | říjen 2017    | Sevilla, Španělsko         | antuka | Renata Zarazúová            | Estrella Cabeza Candelaová Andrea Gámizová             | 7–6(2), 7–6(3)         |
| 7.  | listopad 2017 | Sant Cugat, Španělsko      | antuka | Renata Zarazúová            | Olga Danilovićová Guiomar Maristany Zuletová de Reales | 6–1, 6–4               |
| 8.  | prosinec 2017 | Castellón, Španělsko       | antuka | Yvonne Cavallé Reimersová   | Žen Ťia-čchi Wang Si-jü                                | 6–3, 6–1               |
| 9.  | červen 2018   | Sumter, Spojené státy      | tvrdý  | Astra Sharmaová             | Julia Elbabová Sü Š'-lin                               | 2–6, 6–3, [10–5]       |
| 10. | listopad 2018 | Colina, Chile              | antuka | Quinn Gleasonová            | Bárbara Gaticová Rebeca Pereirová                      | 6–0, 4–6, [10–7]       |
| 11. | leden 2019    | Petit-Bourg, Francie       | tvrdý  | Quinn Gleasonová            | Vladica Babićová Rosalie van der Hoeková               | 7–5, 6–4               |
| 12. | březen 2019   | São Paulo, Brazílie        | antuka | Paula Cristina Gonçalvesová | Martina Di Giuseppeová Thaisa Grana Pedrettiová        | 6–7(4), 6–0, [10–8]    |
| 13. | březen 2019   | Curitiba, Brazílie         | antuka | Paula Cristina Gonçalvesová | Jekatěrine Gorgodzeová Daniela Seguelová               | 6–7(3), 7–6(0), [10–2] |
| 14. | červen 2019   | Ilkley, Velká Británie     | tráva  | Beatriz Haddad Maiová       | Ellen Perezová Arina Rodionovová                       | 6–4, 6–7(5), [10–4]    |
| 15. | červen 2019   | Colina, Chile              | antuka | Hayley Carterová            | Anna Danilinová Conny Perrinová                        | 5–7, 6–3, [10–6]       |